# Уние (аэропорт)
Аэропорт Уние (ИКАО: LDPN) находится в юго-западной части о. Уние. Открыт в 1996 году компанией «North Adria Aviation». 2. августа 1999 года авиакомпанией North Adria Aviation было организовано пробное воздушное сообщение между аэропортом Уние и аэропортом Лошинь (время в пути составляло около 10 минут). В некоторых источниках также указывается, что запуск данной авиалинии сделал о. Уние первым островом Адриатики с ежедневным авиасообщением. С 9. мая 2005 года работу аэропорта обеспечивает управляющая компания аэропорта Лошиня, «North Adria Aviation» прекратила обслуживание аэропорта в связи с банкротством. В 2007 году выполнено ограждение территории аэропорта. Летом 2013 года аэропорт был закрыт «из-за проблем с имущественными и правовыми отношениями». В настоящий момент функционирует, принимая малые воздушные суда в основном частной авиации.